# Porcellionides trifasciatus
Porcellionides trifasciatus är en kräftdjursart som först beskrevs av Dollfus1892.  Porcellionides trifasciatus ingår i släktet Porcellionides och familjen Porcellionidae. Inga underarter finns listade i Catalogue of Life.